# Múscul psoes major
El múscul psoes major (musculus psoas major) és un múscul llarg i fusiforme localitzat en una posició lateral en la regió lumbar de la columna vertebral i en la vora de la cavitat pelviana. S'uneix al múscul ilíac per formar el psoes ilíac. En menys del 50% de subjectes humans, el psoes major està acompanyat pel psoes menor. En ratolins, generalment és un múscul de contracció ràpida, de tipus II, mentre que en humans combina fibres de contracció lenta i rápida.
El psoes major està dividit en dues parts: una de superficial i una altra de profunda. La profunda s'origina en les apòfisis transverses de les vèrtebres lumbars L1-L5. La part superficial s'origina en les cares laterals de l'última vèrtebra toràcica, i les vèrtebres lumbars L1- L4, i dels discos intervertebrals adjacents. El plexe lumbar jeu entre les dues capes.
Unit amb el múscul ilíac, el psoes major forma el psoes ilíac que està envoltat per la fàscia ilíaca. El psoes ilíac recorre l'eminència iliopública a través de la llacuna dels músculs, en la seva inserció en el trocànter menor del fèmur. La bursa iliopectínea jeu entre el trocànter menor i la inserció del psoes ilíac.

## Imatges

Posició del múscul psoes major (en vermell). Animació.
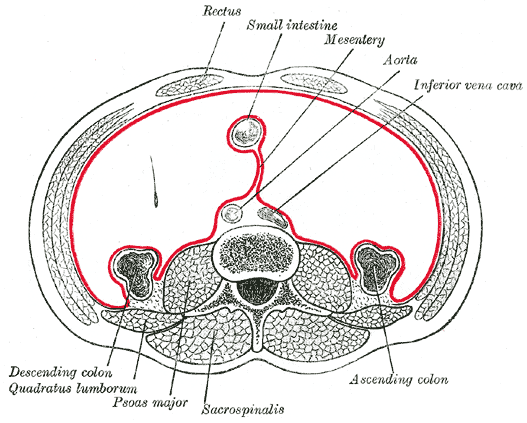
Disposició horitzontal del peritoneu a la part inferior de l'abdomen. El psoes major etiquetat a la part inferior esquerra.
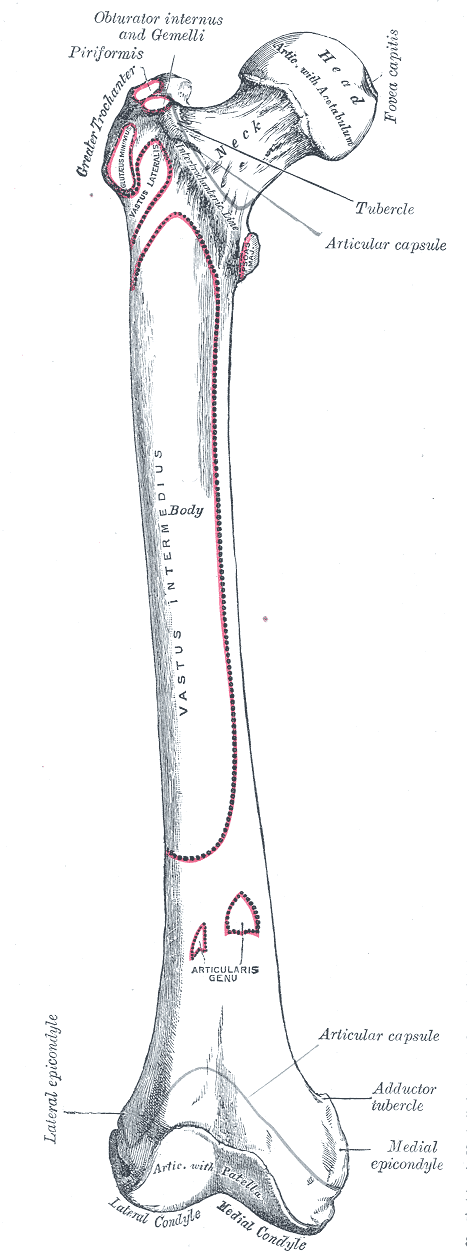
Fèmur dret. Cara anterior.
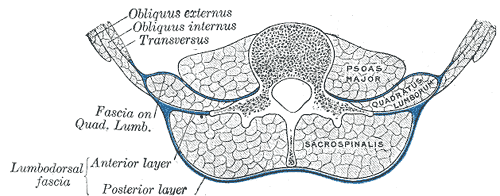
Secció transversal de la paret abdominal posterior.
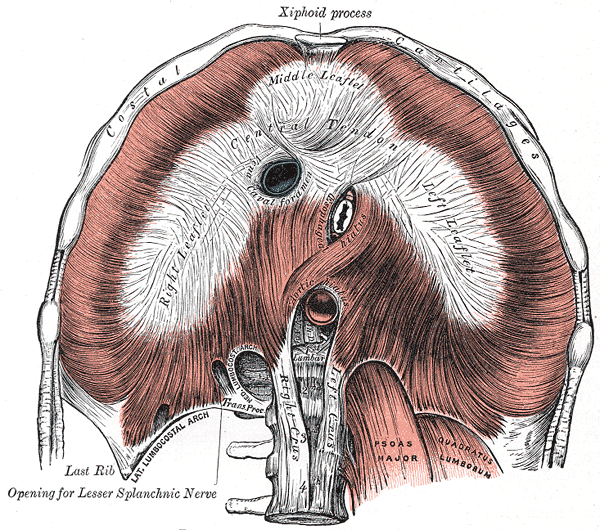
El diafragma. Sota superfície.
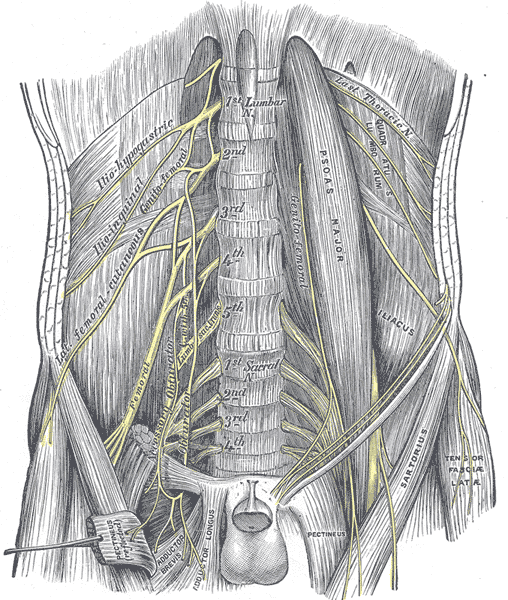
Plexe lumbar i les seves branques.
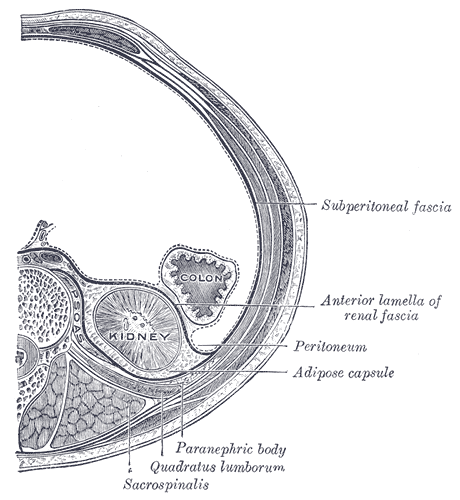
Secció transversal. Es mostra les relacions de la càpsula del ronyó.
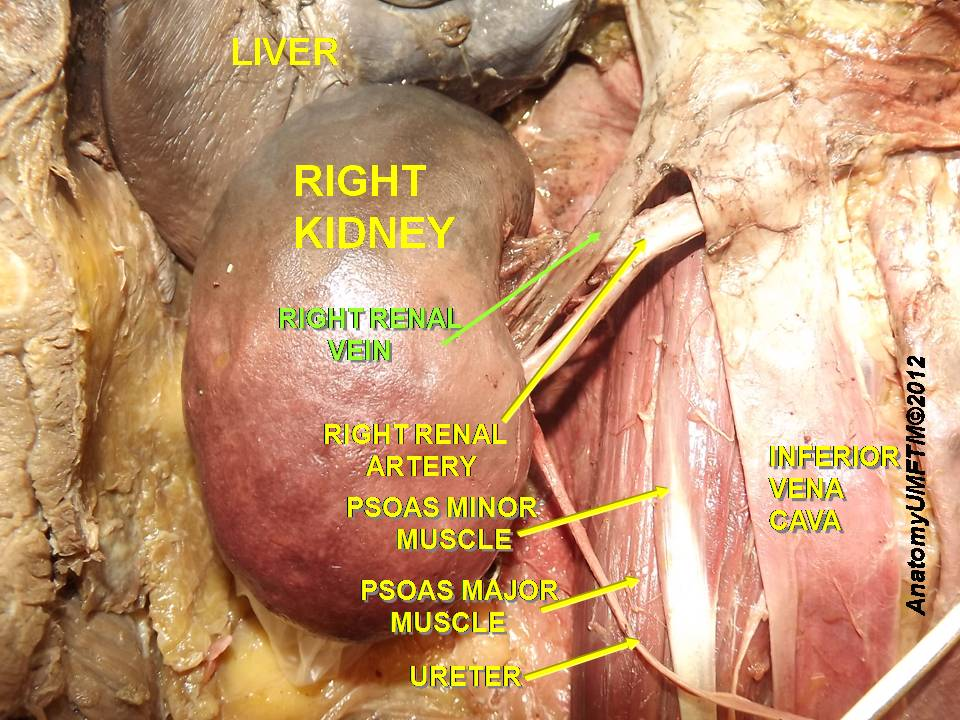
DIssecció on s'observa el múscul psoes major.